# 4244 Zakharchenko
4244 Zakharchenko је астероид чија средња удаљеност од Сунца износи 3,205 астрономских јединица (АЈ).
Апсолутна магнитуда астероида је 12,4.